# Ципкалов Геннадій Миколайович
Геннадій Миколайович Ципкалов (рос. Геннадий Николаевич Цыпкалов, 21 червня 1973, Мальчевсько-Польненська, Ростовська область, РРФСР — 24 вересня 2016, Луганськ, Україна) — український колаборант з Росією, державний і військовий діяч самопроголошеної Луганської Народної Республіки, прем'єр-міністр ЛНР (26 серпня 2014 — 26 грудня 2015)  . Герой Луганської Народної Республіки (2022, посмертно)  .

## Життєпис
Народився 21 червня 1973 року в слободі Мальчевсько-Полненська Ростовської області. Через два місяці з батьками переїхав до села Хрящувате під Луганськом, де й мешкав до останнього часу.
У 1988 році закінчив 8 класів Хрящівської середньої школи, у 1991 році - Новосвітлівське ПТУ № 113 за спеціальністю "машиніст широкого профілю". Служив термінову у десантно-штурмовій бригаді Повітрянодесантні війська. Згідно з трудовою книжкою, запис: З 15 січня 2001 року до лютого 2011 року водій автомобіля ГАЗ-66 Луганської ділянки зв'язку а з 8 лютого 2011 року переведений інженером Лисичанського цеху зв'язку Полтавського ПТУС компанії « Укртранснафта ».
У 2009 році заочно закінчив Східноукраїнський національний університет.

## Участь у війні на Донбасі
Активний учасник Антимайдану та штурму Луганського СБУ 6 квітня 2014 року. Був начальником штабу Об'єднаної армії Південного Сходу, потім першим заступником «народного губернатора» Валерія Болотова та виконував його обов'язки під час поранення та подальшого лікування 13—17 травня 2014 року   .
У травні 2015 року в першу річницю утворення Луганської Народної Республіки в ефірі Lifenews мер Лутугіно Єгор Руський привітав з Днем освіти Республіки  губернатора Луганської області України Геннадія Москаля, запропонувавши йому політичний притулок та роботу. Після офіційно прем'єр-міністр ЛНР Геннадій Ципкалов, запропонував Москалю роботу двірника  : «Я думаю, роботу ми йому знайдемо - двірники нам теж потрібні».
З 26 серпня 2014 - голова Ради міністрів ЛНР . 6 жовтня було обрано керівником виконавчого органу Громадського руху « Мир Луганщині » (до 13 грудня). 26 грудня 2015 року заявив про свою відставку з посади прем'єра ЛНР, поступившись його Сергію Козлову.
Після відставки з посади Прем'єр-міністра ЛНР працював радником голови ЛНР з питань військово-промислового комплексу та заступником голови ОД «Мир Луганщині» .

## Смерть та похорон
Затримано у справі про спробу здійснення державного перевороту у вересні 2016 року. 23 вересня 2016 року був знайдений повішеним у камері  , за даними українських ЗМІ, на думку дослідників   , а також за свідченням екс-глави парламенту ЛНР Олексія Карякіна  — був задушений з подальшим інсценуванням самогубства   .
Похований 30 вересня 2016 на Північному кладовищі, Ростова-на-Дону.

## Пам'ять
15 вересня 2022 року Голова ЛНР Леонід Пасічник надав йому звання Героя Республіки (посмертно).

## Родина
Батько — Микола Іванович Ципкалов
Мати — Євдокія Максимівна Ципкалова
Дружина — Лілія Миколаївна Ципкалова
Діти: Анастасія та Максим